# Xestia cerasina
Xestia cerasina là một loài bướm đêm trong họ Noctuidae.